# キャッシュボックス
『キャッシュボックス』（Cash Box）は、『ビルボード』と同様に音楽チャートを掲載する事で知られたアメリカ合衆国の雑誌。1942年7月から刊行が開始され、1996年11月に廃刊となったが、2006年にオンラインマガジンとして復活している。
日本国内でのメディア露出のひとつとして、FM情報誌『FM STATION』が1981年の創刊当初から、キャッシュボックス選出の全米のアルバムTOP100とシングルTOP100を、毎号掲載していた。